# De Kleine Elst
De Kleine Elst (voorheen: De Elst) is een komafwateringsgeul in Wijchen. De Kleine Elst stamt uit de prehistorie en is daarmee een van de oudste voorbeelden van watermanagement in Nederland.
Gedurende de grootschalige uitbreidingsplannen van Wijchen gedurende de 20e eeuw zijn delen van de Elst gedempt of ondergronds geleid. In de buurt van Leur komt de geul weer als de Leurse Leigraaf aan de oppervlakte. Niettemin vervult de geul nog steeds een belangrijke functie voor de aan- en afvoer van water in Wijchen. 

## Geschiedenis
De Kleine Elst kent waarschijnlijk zijn oorsprong in de late ijzertijd. De Wijchense bodem bestaat uit een ondoordringbare leemlaag, waardoor water niet goed kan wegzakken en de grond drassig is. Voor een betere afwatering werd daarom een natuurlijke greppel naar het Wijchens Maasje, een voormalige rivierarm van de Maas, dieper uitgegraven. Het Wijchens Meer is een overblijfsel van dit Wijchens Maasje. Daarnaast zorgde het voor een betere afstroming bij hoog water van de Maas.
Later werd de geul uitgebreid in de richting van het huidige Hernen en Bergharen en sloot ook daar weer op het Wijchens Maasje aan. In de loop van de eeuwen werd mede door de Romeinen de afwatering van de Elst verder verbeterd. In de jaren 1000 verrezen langs de Elst enkele versterkingen. Voor de slotgrachten rond deze versterkingen voerde voornamelijk De Elst het water aan. Twee van deze versterkingen ontwikkelden zich later tot de kastelen van Wijchen en Hernen, waar de geul nog altijd mee verbonden is.